# Brendan O'Brien (actor)
Brendan James O'Brien (Hollywood, California, 9 de mayo de 1962 - 23 de marzo de 2023) fue un actor de voz y televisión  estadounidense, reconocido principalmente por su papel como la voz original de Crash Bandicoot y por proporcionar varias voces de otros personajes en los videojuegos de Crash Bandicoot durante la etapa de Naughty Dog.

## Primeros años
Brendan O'Brien nació en Hollywood, California, el 9 de mayo de 1962. Es hijo del actor Edmond O'Brien (1915-1985) y la actriz Olga San Juan (1927-2009). También tiene dos hermanas, la productora de televisión Bridget O'Brien Adelman y la actriz Maria O'Brien.

## Carrera
O'Brien comenzó su carrera como actor en 1973, y su primer papel fue en la película para televisión Honor Thy Father. Más tarde apareció en 3 Ninjas: High Noon at Mega Mountain, P.U.N.K.S., Race to Space y Grindhouse.
O'Brien obtuvo el papel de Crash Bandicoot después de que Joe Pearson sugiriera que llamara a Jason Rubin (quien buscaba un artista de voz). Después de acudir al estudio para la audición (donde solían trabajar sus padres), consiguió el papel. Las grabaciones que O'Brien hizo para Crash Bandicoot se realizaron en un entorno íntimo en el Teatro Alfred Hitchcock.
O'Brien también realizó voces adicionales para la serie animada basada en Spawn y Spicy City de Ralph Bakshi. También ha actuado en varios programas de televisión de acción real, como Candid Camera y The Amazing Live Sea-Monkeys.
O'Brien se tomó un descanso de la actuación en 2004, pero luego regresó una vez más en un episodio de Riverdale interpretando a un profesor de matemáticas.
Brendan O'Brien falleció el 23 de marzo de 2023 a los 60 años de edad.

## Filmografía

### Películas
| Año  | Título                                              | Rol                       | Notas                  |
| ---- | --------------------------------------------------- | ------------------------- | ---------------------- |
| 1973 | Honor Thy Father                                    | Niño                      | Película de televisión |
| 1989 | Hollywood Chaos                                     | Guido Luini               | Película independiente |
| 1995 | Get Street Smart: A Kid's Guide to Stranger Dangers | Papá de Capricornio (voz) | Cortometraje           |
| 1996 | The Legend of Galgameth                             | Hereje                    |                        |
| 1997 | Casper: A Spirited Beginning                        | Trabajador aterrorizado   | Directo a video        |
| 1998 | 3 Ninjas: High Noon at Mega Mountain                | Zed                       |                        |
| 1999 | P.U.N.K.S.                                          | Supervisor de repos       |                        |
| 2000 | The Trial of Old Drum                               | Brendan                   | Película de televisión |
| 2000 | Wild Grizzly                                        | Conde                     | Película de televisión |
| 2001 | Race to Space                                       | Técnico de centrífugas    | [ 7 ]                  |
| 2003 | Grindhouse                                          | Padre Holloway            |                        |

### Televisión
| Año       | Título                       | Rol                              | Notas                                                     |
| --------- | ---------------------------- | -------------------------------- | --------------------------------------------------------- |
| 1991      | Candid Camera                | Alfiletero / él mismo            | 2 episodios                                               |
| 1992      | The Amazing Live Sea-Monkeys | Lechero / Presentador de premios | 2 episodios                                               |
| 1997      | Spicy City                   | Voces adicionales                | Episodio: "El amor es una descarga"                       |
| 1997–1999 | Todd MacFarlane's Spawn      | Voces adicionales                | 6 episodios                                               |
| 2020      | Riverdale                    | Profesor de matemáticas          | Episodio: "Capítulo setenta y cuatro: Wicked Little Town" |
| 2021      | The Slowest Show             | Hombre millonario                | Episodio de miniserie de TV: "Bolera"; Rol final          |

### Videojuegos
| Año  | Título                                  | Rol                                                                        | Notas               |
| ---- | --------------------------------------- | -------------------------------------------------------------------------- | ------------------- |
| 1996 | Crash Bandicoot                         | Crash Bandicoot, Doctor Neo Cortex, Doctor Nitrus Brio                     | [ 8 ] [ 6 ]         |
| 1997 | Crash Bandicoot 2: Cortex Strikes Back  | Crash Bandicoot, Doctor Nitrus Brio, Doctor N. Gin, Komodo Moe, Tiny Tiger | [ 8 ]               |
| 1998 | Crash Bandicoot: Warped                 | Crash Bandicoot, Tiny Tiger, Doctor N. Gin                                 | [ 8 ]               |
| 1999 | Crash Team Racing                       | Tiny Tiger, N. Gin, Pinstripe Potoroo                                      | [ 8 ] [ 9 ]         |
| 2000 | Crash Bash                              | Crash Bandicoot, Tiny Tiger, Doctor Nitrus Brio, Komodo Moe, Papu Papu     | [ 8 ]               |
| 2001 | Crash Bandicoot: The Wrath of Cortex    | Crash Bandicoot, Tiny Tiger                                                |                     |
| 2002 | Crash Bandicoot: The Huge Adventure     | Crash Bandicoot                                                            | Material de archivo |
| 2003 | Crash Bandicoot 2: N-Tranced            | Crash Bandicoot, Fake Crash                                                | Material de archivo |
| 2004 | Crash Bandicoot Purple: Ripto's Rampage | Crash Bandicoot                                                            | Material de archivo |
| 2016 | Uncharted 4: A Thief's End              | Crash Bandicoot                                                            | Material de archivo |

## Trabajo en equipo
| Año  | Título                        | Posición                                    | Notas                                  |
| ---- | ----------------------------- | ------------------------------------------- | -------------------------------------- |
| 1987 | Keep on Crusin'               | Escritor                                    | Serie de TV Escritor colaborador       |
| 1990 | Guys Next-Door                | Escritor                                    | Serie de TV corta Escritor colaborador |
| 1994 | The Secret World of Alex Mack | Entrenador de teatro, entrenador de diálogo | 4 episodios                            |
| 1997 | In Cold Sweat                 | Escritor                                    | Video Como Alex Smart                  |
| 2000 | Wild Grizzly                  | Compositor                                  | Película de televisión                 |